# Enrico I di Francia
Enrico I (Reims, 4 maggio 1008 – Vitry-aux-Loges, 4 agosto 1060) è stato duca di Borgogna dal 1016 al 1032 e re di Francia dal 1027 alla sua morte.

## Origine
Come ci conferma l'Actus 9 del Hugonis Floriacensis, Liber qui Modernorum Regum Francorum continet, era il figlio maschio secondogenito del re di Francia e duca di Borgogna Roberto II e della sua terza moglie, Costanza d'Arles, che ancora secondo Hugonis Floriacensis, Liber qui Modernorum Regum Francorum continet Actus 9, era figlia del conte d'Avignone, conte di Provenza e marchese di Provenza, Guglielmo I e di Adelaide d'Angiò (947 - 1026), figlia del Conte d'Angiò e poi, conte di Nantes e duca di Bretagna, Folco II (sempre secondo Hugonis Floriacensis, Liber qui Modernorum Regum Francorum continet Actus 9, Adelaide era la sorella del conte d'Angiò, Goffredo detto Grisegonelle, figlio di Folco II secondo la Chronica de Gesta Consulum Andegavorum, Chroniques d'Anjou) e di Gerberga (secondo lo storico Maurice Chaume era figlia del Visconte Goffredo d'Orleans).
Roberto II di Francia, come ci conferma la Genealogiæ Scriptoris Fusniacensis, era l'unico figlio maschio del duca dei Franchi e conte di Parigi poi incoronato re di Francia Ugo Capeto e, come conferma la Vita Roberti Regis, di Adelaide d'Aquitania, di nobile stirpe aquitana, che, secondo la Acta Sanctorum, era figlia del conte di Poitiers, conte d'Alvernia e duca d'Aquitania (Adelaide…filia Pictavorum comitis, de progenie Caroli Magni moglie di Hugone, Francorum duce), Guglielmo III e di Gerloc (917-962, ribattezzata Adele) di Normandia, figlia del duca di Normandia, Rollone (870-927) e della seconda moglie, Poppa di Bayeux.
Fu il fratello maggiore del duca di Borgogna Roberto I.

## Biografia
Nel 1016 Enrico venne investito del titolo di duca di Borgogna, come ci riporta, nelle sue cronache, il monaco cluniacense e cronista Rodolfo il Glabro, anche se il ducato, per la giovane età di Enrico, continuava a essere governato dalla corona; mentre l'anno dopo (1017), il fratello primogenito Ugo detto Magnus o il Grande, ancora secondo Rodolfo il Glabro, veniva associato al trono dal padre, Roberto II il Pio.
Ugo, spinto dalla madre, Costanza, tra il 1024 e il 1025, sempre secondo Rodolfo il Glabro, si era ribellato al padre, Roberto II; ma, dopo essere stato sconfitto, si era sottomesso e aveva ottenuto di avere un reale potere, che esercitò molto bene tanto che fu chiamato Ugo il Grande. Però, dopo pochi mesi, era morto; Ugo morì il 28 agosto 1025, sia secondo gli Obituaires de Sens Tome I.1, Abbaye de Saint-Germain-des-Prés (Obiit Hugo iuvenis rex Francorum) (V Kal Sep), che secondo gli Obituaires de Sens Tome I.1, Prieuré d'Argenteuil (Hugo iuvenis rex) (V Kal Sep).
Dopo la morte di Ugo Roberto II il Pio avrebbe voluto associare al trono Enrico, il figlio maschio secondogenito, mentre Costanza d'Arles avrebbe preferito incoronare il fratello minore, Roberto, in quanto Enrico era già duca di Borgogna. Alla fine prevalse la volontà del padre ed Enrico venne incoronato re di Francia nella cattedrale di Reims il 14 maggio 1027.
Nel 1030 Enrico e il fratello Roberto, sempre spinti da Costanza, si ribellarono al loro padre, il re Roberto II, conquistando alcuni castelli; Roberto II reagì, raccolse un esercito e andò in Borgogna, dove ne seguì una guerra civile, che arrecò grandi devastazioni; dopo avere consultato Guglielmo da Volpiano, che gli ricordò le sue ribellioni contro il padre, il re Roberto ammise le sue colpe e i tre fecero la pace.
Il re Roberto II morì nel 1031, come ci viene confermato dalla Chronica Albrici Monachi Trium Fontium, che ce lo ricorda come uomo dedito alle opere di carità.
Dopo la morte del padre, sempre nel 1031, la regina madre Costanza, spalleggiata dal conte Oddone II di Blois, capeggiò una rivolta per poter mettere sul trono il terzogenito, Roberto al posto di Enrico, già incoronato quattro anni prima. La regina madre si impossessò di Senlis, Dammartin, Le Puiset, Poissy e Sens, donata per metà a Oddone II (come compenso per l'appoggio ricevuto). Enrico, con il sostegno decisivo del duca di Normandia Roberto I il Magnifico, si difese con vigore, riprese alcune città, costrinse la madre e il fratello alla pace (secondo Rodolfo il Glabro il merito degli accordi di pace andò soprattutto al conte d'Angiò Folco III Nerra, che redarguì la cugina e la condusse a più miti consigli) e mantenne il trono, cedendo però al fratello, Roberto, il ducato di Borgogna, che ormai, da quasi trent'anni, era legato alla corona di Francia. Nel 1032 Roberto divenne il Duca di Borgogna Roberto I.
Oddone II però si rifiutò di deporre le armi e fu assediato in Sens, ma senza successo. L'anno dopo Enrico assediò nuovamente Oddone II nella città di Sens, ma incontrò ancora una fiera resistenza che lo costrinse a ritirarsi. Allora, nella primavera del 1033, a Deville sulla Mosa, Enrico si incontrò con l'imperatore del Sacro Romano Impero, Corrado II di Franconia, per stipulare un patto di alleanza contro il conte di Champagne e conte di Blois Oddone II di Blois(983-1037), che, oltre che combattere il re di Francia attaccava anche la Lotaringia, ducato vassallo dell'imperatore, nei pressi di Toul. Oddone II tenne testa ai due sovrani per circa due anni, e, nel 1034, dovette sottomettersi.
A seguito del patto di alleanza con Corrado II nel 1033 Enrico I stipulò un fidanzamento (impegno di matrimonio) con la figlia dell'imperatore, Matilde (circa 1027 - 1034), come ci conferma la Wiponis, Vita Chuonradi II Imperatoris, figlia di Corrado II di Franconia e della moglie, Gisella di Svevia, che però l'anno dopo morì a Worms, dove fu sepolta.
Dopo la morte della principessa imperiale Enrico, nello stesso anno, sposò Matilda (circa 1025 - 1044), che Rodolfo il Glabro definisce di nobiltà germanica e di ottimi costumi, mentre la citano come nipote dell'imperatore del Sacro Romano Impero, Enrico III sia la Ex continuatione Historiæ Aimoni Monachi Floriacensis, che il Excerptum Historicum, che a Enrico I diede una figlia, che visse circa cinque anni e morì poco prima della madre. Secondo lo storico Szabolcs de Vajay, nel suo Mathilde, Reine de France inconnue, Matilda era Matilda di Frisia, figlia del marchese di Frisia Liudolfo (fratellastro uterino di Enrico il Nero: entrambi figli di Gisella di Svevia), della famiglia dei Brunoni e della moglie, Gertrude di Egisheim. Secondo la Ex Historiæ Francicæ Fragmento, Matilda morì nel 1044; secondo il Miracula Sancti Bernardi (non consultato), la regina Matilda morì a Parigi.
Dopo la morte di Oddone II di Blois, nel 1037, i suoi possedimenti furono divisi tra i suoi due figli, Tebaldo III di Blois e Stefano II di Troyes. Enrico I allora tentò di impadronirsi di parte dell'eredità, ma i due figli di Oddone II, Tebaldo e Stefano, verso il 1040, ordirono un complotto con il fratello più giovane di Enrico I, Oddone o Eudes (1013-1056 circa) forse malato di mente, che avrebbe dovuto prendere il posto di Enrico sul trono. Enrico I ebbe la meglio e riuscì ad assediare il fratello in un castello, lo catturò e lo fece imprigionare (la porta della prigione venne murata) a Orléans, da dove sarà poi liberato (dopo essere stato liberato, collaborò con il fratello Enrico, partecipando alla guerra contro il duca di Normandia. Guglielmo il Conquistatore, come ci conferma il monaco e cronista inglese, Orderico Vitale (Henricum regem......Odonem fratrem suum)).
All'inizio del 1043, a Ivois, incontrò il nuovo re di Germania, Enrico III. Non si conoscono gli argomenti trattati, ma si presume che l'argomento principale fu l'imminente matrimonio di Enrico III con Agnese di Poitou.
Nel 1044 Enrico I, però diede il suo appoggio al Duca dell'Alta Lorena (Lotaringia) Goffredo il Barbuto, che si era ribellato a Enrico III, in quanto pretendeva anche il Ducato della Bassa Lorena (Lotaringia), entrambi governati dal padre, Gothelo o Gozzelone I; Goffredo il Barbuto, dopo che il Ducato della Bassa Lorena era stato assegnato al fratello, Gothelo o Gozzelone II, si ribellò nuovamente al Re, rifiutando di partecipare alla campagna di Ungheria e, all'assemblea di Aquisgrana, fu condannato alla perdita sia del ducato dell'Alta Lorena che della contea di Verdun, ricevuta in feudo dal re.
Due anni dopo, approfittando del fatto che Enrico III era in Italia, Enrico I tentò di conquistare i ducati in cui la Lorena era stata divisa, probabilmente istigato da Goffredo il Barbuto; ma, dopo aver ricevuto una lettera dal vescovo di Liegi, Wazone, che lo rimproverava di voler compiere un'azione indegna (comportarsi come un ladro), Enrico I rinunciò, per andare a reprimere una delle ribellioni del conte d'Angiò Goffredo II Martello.
Nel 1047 i due sovrani, Enrico I di Francia ed Enrico III di Germania si incontrarono a Metz ed Enrico I promise di rimanere neutrale nelle dispute in Lorena (dopo un'ulteriore ribellione a Enrico III, il ducato dell'Alta Lorena era stato tolto a Goffredo il Barbuto e assegnato ad Adalberto, conte di Metz).
Sempre nel 1047 Enrico I dovette intervenire in Normandia in aiuto del giovane duca di Normandia Guglielmo il Bastardo, il futuro re d'Inghilterra, conosciuto come Guglielmo il Conquistatore, dando modo a Enrico di sdebitarsi dell'aiuto ricevuto a suo tempo dal padre di Guglielmo il Conquistatore, Roberto I il Magnifico: era stata ordita una congiura da parte dei feudatari del Bessin e del Cotentin, per catturare Guglielmo il Bastardo a Valognes e sostituirlo (proprio per il fatto che era figlio illegittimo del duca Roberto) nel governo del ducato con un suo cugino borgognone, Guido di Brionne o Guido di Borgogna, essendo figlio del conte Rinaldo I di Borgogna e di Alice di Normandia, zia di Guglielmo. Guglielmo avvertito in tempo, era riuscito a evitare la cattura e attraversata la Normandia si era diretto verso Parigi per chiedere l'aiuto del re di Francia. Un esercito franco-normanno guidato dal re Enrico e da Guglielmo sconfisse i ribelli nella piana di Val-ès-Dunes, situata a 12 km a sud-est di Caen, permettendo a Guglielmo di mantenere il titolo e i territori del ducato.
L'anno dopo Enrico I ricevette l'aiuto di Guglielmo il Conquistatore che compì una spedizione in Angiò, dove si distinse per valore e abilità strategica, in sostegno di Enrico che combatteva contro il conte d'Angiò Goffredo II Martello.
Durante il regno di Enrico I le nomine vescovili, in Francia, erano controllate dai grandi feudatari o dal re medesimo, per cui il papa Leone IX, che era nato Brunone dei Conti di Egisheim-Dagsburg (Eguisheim, 21 giugno 1002 – Roma, 19 aprile 1054), indisse un concilio a Reims (3 ottobre 1049), a cui partecipò personalmente. La presenza del papa che era tedesco, in territorio francese non era molto gradita ed Enrico I, con incredibile tempismo, chiamò alle armi i vescovi suoi vassalli, rendendo difficile la loro presenza al sinodo. Il concilio si concluse con un pesante attacco alla simonia e tutti i vescovi a uno a uno furono chiamati a dichiarare la propria innocenza e i colpevoli furono chiamati a Roma dove venne garantito che le nuove elezioni sarebbero state libere dall'influenza del re, Enrico I, che nelle elezioni che si tennero Sens (1049) e a Puy (1053), fu abbastanza compiacente.
Il 19 maggio 1051 a Reims, Enrico, vedovo di Matilde, come ci conferma l'Actus 10 del Hugonis Floriacensis, Liber qui Modernorum Regum Francorum continet, sposò, in seconde nozze, Anna Jaroslavna(1024 - 5 settembre 1075), figlia di Jaroslav I il Saggio sovrano della Rus' di Kiev e di Ingegerd Olofsdotter di Svezia; anche la Chronica Albrici Monachi Trium Fontium conferma il matrimonio di Enrico con Anna, definendola Anna figlia di Giorgio, re degli Slavi (Anna filia Georgii regis Sclavonum); anche Orderico Vitale conferma questo matrimonio, pur denominando Anna Bertrada (Henricus autem, Francorum rex, Bertradam, Julii Claudii regis Russiæ filiam, uxorem duxit).
Dopo avere soggiornato in Inghilterra, nel 1051, Guglielmo il Bastardo (Guglielmo, al ritorno dall'Inghilterra, era sicuro di aver ricevuto una sorta di promessa di successione al trono dal cugino, il re Edoardo il Confessore), nel 1052, sposò Matilde delle Fiandre (1032 - 1083), figlia di Baldovino V, conte delle Fiandre, e di Adele di Francia, sorella di Enrico I, il quale temendo questa alleanza tra Normandia e Fiandre mutò la sua politica nei confronti di Guglielmo, fece pace con il conte d'Angiò, Goffredo II Martello e insieme invasero la Normandia due volte, nel 1054 e ancora nel 1058, ma in entrambe le occasioni Enrico subì delle cocenti sconfitte: la prima volta a Mortemer non lontano da Aumale (in questa occasione, secondo Orderico Vitale le truppe francesi guidate dal fratello di re Enrico, Oddone furono sconfitte e Oddone dovette darsi alla fuga); la seconda a Varaville, presso la foce del Dives.
L'ultimo incontro tra i due sovrani, Enrico I di Francia ed Enrico III di Germania (pochi mesi prima di morire), avvenne a Ivois, nel 1056, sempre a causa della Lorena, e fu molto burrascoso, ma infruttuoso per il re di Francia, in quanto l'anno precedente Goffredo il Barbuto aveva fatto atto di sottomissione.
Il regno di Enrico I, come quello dei suoi predecessori, venne segnato dalle lotte territoriali tra monarchia e feudatari e nonostante i suoi sforzi, durante i suoi trent'anni di regno il potere feudale in Francia raggiunse il suo apice.
Il re Enrico I morì il 4 agosto 1060 (2 Non Aug), come ci confermano gli Annales Nivernenses, a Vitry-aux-Loges, come confermano sia il Ex Chronico S. Petri Vivi Senonensi auctore Clario monacho, che il Ex Historiæ Francicæ Fragmento, che come anno cita il 1059, e venne sepolto, vicino al padre, nella basilica di Saint Denis, come ci conferma la Historia Regum Francorum Monasterii Sancti Dionysii; la morte di Enrico I viene riportata anche negli Obituaires de Sens Tome I.1, nella Eglise Cathédrale de Paris e nella Abbaye de Saint-Denis.
Gli succedette il figlio, Filippo I, che aveva 7 anni quando lui morì. Per sei anni la moglie di Enrico, Anna di Kiev, regnò come reggente assieme al cognato, il Conte di Hainaut, conte di Fiandra e di Artois Baldovino V, come confermano sia il monaco e cronista inglese Orderico Vitale che la Chronica Albrici Monachi Trium Fontium.

## Discendenza
- Da Matilda di Frisia Enrico ebbe un figlio:
  - un figlio[20] (? - prima del 1044).
- Da Anna di Kiev Enrico ebbe quattro figli:
  - Filippo[51] (23 maggio 1052 - 30 luglio 1108), re di Francia;
  - Ugo il Grande[51] (1057 - 1102) sposò l'erede della contea di Vermandois e ultima esponente della stirpe carolingia. Adelaide di Vermandois;
  - Roberto[51] (prima del giugno 1054 - circa 1060);
  - Emma[51] (data sconosciuta).

## Ascendenza
|                         |                       |                            | Genitori                     |  |  | Nonni |  |  | Bisnonni      |  |  | Trisnonni            |  |
|                         |                       |                            |                              |  |  |       |  |  | Ugo il Grande |  |  | Roberto I di Francia |  |
|                         |                       |                            |                              |  |  |       |  |  | Ugo il Grande |  |  | Roberto I di Francia |  |
|                         |                       | Beatrice di Vermandois     |                              |  |  |       |  |  | Ugo il Grande |  |  |                      |  |
| Ugo Capeto              |                       |                            |                              |  |  |       |  |  | Ugo il Grande |  |  |                      |  |
|                         |                       | Edvige di Sassonia         | Enrico I di Sassonia         |  |  |       |  |  |               |  |  |                      |  |
|                         |                       | Edvige di Sassonia         | Enrico I di Sassonia         |  |  |       |  |  |               |  |  |                      |  |
|                         |                       | Edvige di Sassonia         | Matilde di Ringelheim        |  |  |       |  |  |               |  |  |                      |  |
| Roberto II di Francia   |                       | Edvige di Sassonia         |                              |  |  |       |  |  |               |  |  |                      |  |
|                         |                       | Guglielmo III di Aquitania | Ebalus di Aquitania          |  |  |       |  |  |               |  |  |                      |  |
|                         |                       | Guglielmo III di Aquitania | Ebalus di Aquitania          |  |  |       |  |  |               |  |  |                      |  |
|                         |                       | Guglielmo III di Aquitania | Emilienne                    |  |  |       |  |  |               |  |  |                      |  |
| Adelaide d'Aquitania    |                       | Guglielmo III di Aquitania |                              |  |  |       |  |  |               |  |  |                      |  |
|                         |                       | Adele di Normandia         | Rollone                      |  |  |       |  |  |               |  |  |                      |  |
|                         |                       | Adele di Normandia         | Rollone                      |  |  |       |  |  |               |  |  |                      |  |
|                         |                       | Adele di Normandia         | Poppa di Bayeux              |  |  |       |  |  |               |  |  |                      |  |
| Enrico I di Francia     |                       | Adele di Normandia         |                              |  |  |       |  |  |               |  |  |                      |  |
|                         | Bosone II di Provenza | Rotboldo I di Provenza     |                              |  |  |       |  |  |               |  |  |                      |  |
|                         | Bosone II di Provenza | Rotboldo I di Provenza     |                              |  |  |       |  |  |               |  |  |                      |  |
|                         | Bosone II di Provenza | Ermengarda d'Aquitania (?) |                              |  |  |       |  |  |               |  |  |                      |  |
| Guglielmo I di Provenza | Bosone II di Provenza |                            |                              |  |  |       |  |  |               |  |  |                      |  |
|                         |                       | Costanza di Vienna         | Carlo Costantino di Vienna   |  |  |       |  |  |               |  |  |                      |  |
|                         |                       | Costanza di Vienna         | Carlo Costantino di Vienna   |  |  |       |  |  |               |  |  |                      |  |
|                         |                       | Costanza di Vienna         | Thiberge de Troyes           |  |  |       |  |  |               |  |  |                      |  |
| Costanza d'Arles        |                       | Costanza di Vienna         |                              |  |  |       |  |  |               |  |  |                      |  |
|                         |                       | Folco II d'Angiò           | Folco I d'Angiò              |  |  |       |  |  |               |  |  |                      |  |
|                         |                       | Folco II d'Angiò           | Folco I d'Angiò              |  |  |       |  |  |               |  |  |                      |  |
|                         |                       | Folco II d'Angiò           | Rosalie de Loches            |  |  |       |  |  |               |  |  |                      |  |
| Adelaide d'Angiò        |                       | Folco II d'Angiò           |                              |  |  |       |  |  |               |  |  |                      |  |
|                         |                       | Gerberga d'Orleans         | Geoffrey, Visconte d'Orléans |  |  |       |  |  |               |  |  |                      |  |
|                         |                       | Gerberga d'Orleans         | Geoffrey, Visconte d'Orléans |  |  |       |  |  |               |  |  |                      |  |
|                         |                       | Gerberga d'Orleans         | Ada d'Auvergne               |  |  |       |  |  |               |  |  |                      |  |
|                         |                       | Gerberga d'Orleans         |                              |  |  |       |  |  |               |  |  |                      |  |

### Fonti primarie
- (LA)  Monumenta Germaniae Historica, Scriptores, tomus IX.
- (LA)  Monumenta Germaniae Historica, Scriptores, tomus XI.
- (LA)  Monumenta Germaniae Historica, Scriptores, tomus XIII.
- (LA)  Monumenta Germaniae Historica, Scriptores, tomus XXIII.
- (LA)  Rodulfus Glaber Cluniacensis, Historiarum Sui Temporis Libri Quinque.
- (LA)  Recueil des historiens des Gaules et de la France. Tome 10.
- (LA)  Recueil des historiens des Gaules et de la France. Tome 11.
- (LA)  Acta Sanctorum, October, volume 58.
- (LA)  Obituaires de la province de Sens. Tome 1 / Tome 1 / Partie 1.
- (LA)  Chroniques des comtes d'Anjou.
- (LA)  Saeculum XII. Orderici Vitalis,... Historia ecclesiastica.

### Letteratura storiografica
- Louis Halphen, "La Francia dell'XI secolo", cap. XXIV, vol. II (L'espansione islamica e la nascita dell'Europa feudale) della Storia del Mondo Medievale, 1979, pp. 770–806.
- Louis Halphen, "Il regno di Borgogna", cap. XXV, vol. II (L'espansione islamica e la nascita dell'Europa feudale) della Storia del Mondo Medievale, 1979, pp. 807–821.
- Austin Lane Poole, "L'imperatore Corrado II", cap. VII, vol. IV (La riforma della chiesa e la lotta fra papi e imperatori) della Storia del Mondo Medievale, 1979, pp. 170–192.
- Caroline. M. Ryley, "L'imperatore Enrico III", cap. VIII, vol. IV (La riforma della chiesa e la lotta fra papi e imperatori) della Storia del Mondo Medievale, 1979, pp. 193–236.
- J.P. Whitney, "La riforma della chiesa", cap. XI, vol. IV (La riforma della chiesa e la lotta fra papi e imperatori) della Storia del Mondo Medievale, 1979, pp. 299–352.
- William John Corbett, "L'evoluzione del ducato di Normandia e la conquista normanna dell'Inghilterra", cap. I, vol. VI (Declino dell'impero e del papato e sviluppo degli stati nazionali) della Storia del Mondo Medievale, 1980, pp. 5–55.